# Eumorpha crantor
Eumorpha crantor är en fjärilsart som beskrevs av Pieter Cramer 1777. Eumorpha crantor ingår i släktet Eumorpha och familjen svärmare. Inga underarter finns listade i Catalogue of Life.